# إصبعية
الإصبعية  (باللاتينية: Dactylis) هي جنس نباتي ضمن الفصيلة النجيلية من صف أحاديات الفلقة. موطن هذا الجنس أوروبا وآسيا والمغرب العربي.
من الأنواع التي تتبع هذا الجنس:
- الإصبعية العنقودية (باللاتينية: Dactylis glomerata)
- Dactylis polygama
- الإصبعية الساحلية (باللاتينية: Dactylis marina)